# Heidi (film 2005)
Heidi – brytyjski film familijny z 2005 roku w reżyserii Paula Marcusa. Zrealizowany na podstawie powieści Johanny Spyri.

## Opis fabuły
Osierocona Heidi (Emma Bolger) jedzie do dziadka (Max von Sydow), do alpejskiej wioski. Staruszek przywiązuje się do wnuczki. Niebawem jednak dziewczynka wyrusza do Frankfurtu, gdzie zostaje towarzyszką sparaliżowanej Clary (Jessica Claridge). Tęskni jednak za dziadkiem i wraca w Alpy. Odwiedza ją Clara. Wizyta w górach ma niezwykłe skutki.

## Obsada
- Emma Bolger jako Heidi
- Max von Sydow jako dziadek
- Jessica Claridge jako Clara
- Robert Bathurst jako Pan Sessemann
- Geraldine Chaplin jako Rottenmeier
- Kellie Shirley jako Tinette
- Del Synnott jako Sebastien
- Diana Rigg jako Babcia
- Pauline McLynn jako Ciotka Detie